# Stegopterna hamuligera
Stegopterna hamuligera är en tvåvingeart som beskrevs av Yankovsky 1977. Stegopterna hamuligera ingår i släktet Stegopterna och familjen knott. Inga underarter finns listade i Catalogue of Life.